# Horka nad Moravou
Horka nad Moravou – miejscowość i gmina (obec) w Czechach, w kraju ołomunieckim, w powiecie Ołomuniec. W 2022 roku liczyła 2577 mieszkańców.